# Chartreuse de Labastide-Saint-Pierre
La chartreuse des Saints-Cœurs-de-Jésus-et-de-Marie ou chartreuse de Montauban était un ancien monastère de moniales appartenant à l'ordre des Chartreux à Labastide-Saint-Pierre à 10 km de Montauban, dans le Tarn-et-Garonne.

## Historique
La chartreuse de moniales des Saints-Cœurs, à 10 km de Montauban, sous le nom duquel elle est aussi désignée, est fondée par l’ordre des Chartreux en 1852 dans le château de Labastide-Saint-Pierre, édifié au XIIIe siècle ; les constructions avancent rapidement et une colonie de moniales venue de Beauregard peut s’installer dès 1854. L’église est consacrée en 1856. 
En 1885 ont lieu de nouveaux travaux et l’extension de la clôture. La communauté est expulsée, en 1903, en vertu de la loi relative au contrat d'association de 1901. Elle se réfugie à la chartreuse de Motta Grossa, en Italie,  qui garde le statut de maison de refuge jusqu’en 1936.
Les vastes bâtiments sont un  lieu d'internement de prisonniers pendant la Première Guerre mondiale. Une religieuse en devient propriétaire sous un nom civil. Un projet d’y ramener une partie des moniales en 1935 n’aboutit pas. C'est un lieu de repli de 3 000 véhicules de l'armée française en 1940, puis réquisitionné par l'armée allemande en 1943. Une famille de fermier en fait l'acquisition en 1954. Aujourd'hui, les bâtiments sont dévolus au logement d'employés agricoles venus de l'étranger pour cueillir les fruits.

## Mobilier
L'église Saint-Blaise de Campsas abrite une chaire en noyer du XIXe siècle, provenant de la chartreuse de Labastide.